# Episodi di Pensacola - Squadra speciale Top Gun (prima stagione)
La prima stagione della serie televisiva Pensacola - Squadra speciale Top Gun è stata trasmessa in anteprima negli Stati Uniti d'America in syndication tra il 13 settembre 1997 e il 23 maggio 1998.
| nº | Titolo originale                      | Titolo italiano | Prima TV USA      | Prima TV Italia |
| -- | ------------------------------------- | --------------- | ----------------- | --------------- |
| 1  | Yesterday, Upon the Stair... (Part 1) |                 | 13 settembre 1997 |                 |
| 2  | Yesterday, Upon the Stair... (Part 2) |                 | 20 settembre 1997 |                 |
| 3  | Freebird                              |                 | 27 settembre 1997 |                 |
| 4  | It's the Real Thing, Baby             |                 | 4 ottobre 1997    |                 |
| 5  | Fallout                               |                 | 11 ottobre 1997   |                 |
| 6  | Birds of Prey                         |                 | 18 ottobre 1997   |                 |
| 7  | Road Warriors                         |                 | 25 ottobre 1997   |                 |
| 8  | Grey Ghost                            |                 | 1 novembre 1997   |                 |
| 9  | Past Sins                             |                 | 8 novembre 1997   |                 |
| 10 | Bogey Man                             |                 | 15 novembre 1997  |                 |
| 11 | Acceptable Casualties                 |                 | 22 novembre 1997  |                 |
| 12 | Company Town                          |                 | 3 gennaio 1998    |                 |
| 13 | Trials and Tribulations               |                 | 10 gennaio 1998   |                 |
| 14 | Soldiers of Misfortune                |                 | 17 gennaio 1998   |                 |
| 15 | Power Play                            |                 | 24 gennaio 1998   |                 |
| 16 | Game, Set and Match                   |                 | 31 gennaio 1998   |                 |
| 17 | Lost Shipment                         |                 | 18 aprile 1998    |                 |
| 18 | We Are Not Alone                      |                 | 25 aprile 1998    |                 |
| 19 | Stranger, Lover, Friend               |                 | 2 maggio 1998     |                 |
| 20 | Great Expectations                    |                 | 9 maggio 1998     |                 |
| 21 | Broken Wings                          |                 | 16 maggio 1998    |                 |
| 22 | Not in My Backyard                    |                 | 23 maggio 1998    |                 |